# Басольс, Нарсисо
Нарсисо Басольс Гарсия (Бассольс, исп. Narciso Bassols García; 22 октября 1897 — 24 июля 1959)
 — мексиканский юрист, политик-социалист, государственный деятель, дипломат (посол в Соединённом Королевстве, Франции, Советском Союзе, представитель при Лиге Наций), публицист и педагог (профессор права Мексиканского национального университета).
Считается первым марксистом, занявшим министерский пост в Мексике. Один из лидеров левого крыла Национально-революционной партии (с 1946 года — Институционно-революционная партия), соучредитель Народной партии (исп. Partido Popular, с 1960 года — Социалистическая народная партия) и Лиги политического действия (исп. Liga de Accion Politica).
Наиболее известен своей ролью в социализации государственной системы образования страны. Как создатель аграрного закона 1927 года, Басольс также боролся за земельную реформу и против притеснений многострадального народа майя. Автор различных научных и публицистических работ.

## Образование и начало карьеры
Нарсисо Бассольс родился в Тенанго-дель-Валле (штат Мехико). Был атеистом, племянником экс-президента Себастьяна Лердо де Техада, автора антиклерикального «закона Лердо». Поступив в Национальный автономный университет Мексики (исп. Universidad Nacional Autónoma de México, UNAM) и получив юридическое образование, Нарсисо выбрал профессию отца, вскоре стал довольно популярным адвокатом и преподавал в своей альма-матер.
Ещё до получения степени в 1931 году он был назначен директором юридической школы в своём университете в феврале 1929 года. На этом посту попытался внедрить систему триместров и соответствующих экзаменов, против чего взбунтовались студенты, вынудив Басольса уйти в отставку. Однако его взаимодействие с UNAM продолжалось, и ему ставят в заслугу основание Национальной школы экономики (на что в своей автобиографии также претендует Даниэль Косио Вильегас) — он создал на своём факультете секцию аграрного права и экономических наук. В любом случае, он считается одним из первых национальных экономистов (такой специальности в тогдашней Мексике официально ещё не существовало).
В 1925 году назначен советником Департамента здравоохранения. В 1927 году президент Плутарко Элиас Кальес доверил ему редактуру закона, регламентирующего статью 27 Конституции (об аграрной реформе), что позволило ограничить претензии латифундистов.

## Секретариат народного образования
21 октября 1931 года в возрасте 35 лет Бассольс занял должность министра народного образования (исп. Secretaría de Educación Pública). Приняв эту должность, стал первым марксистом, занявшим министерский пост в Мексике. Назначенный при Кальесе, которому был предан за привлечение к законодательной деятельности, сохранил этот пост при временном президенте Родригесе.

### Сельские школы
Басольс, в дополнение к другим изменениям в системе образования, начал изменять способ, которым школа готовила сельских учеников. Он утверждал, что «голодного индейца нельзя превратить в хорошего учёного, и, более того, его исследования имеют ценность только постольку, поскольку они помогают ему полностью изменить его экономический уклад».
Бассольс полагал, что школам следует меньше полагаться на классику Дьюи, а больше упирать на естественные науки и профессиональное обучение, которые дадут ученикам практические навыки и технические знания для самостоятельной профессиональной жизни, особенно в свете начала мировой рецессии в 1929 году. Для этого он начал объединять уже существующие обычные школы, сельскохозяйственные центры и культурные миссии в унитарные «Областные крестьянские школы».
Чтобы осуществить эту интеграцию, Басольс в 1932 году пригласил на пост главы архитектурного бюро Министерства народного образования Хуана О’Гормана, которому было поручено за 1932—1935 годы построить 24 школы в Федеральном округе Мехико. Бассольс считал, что изменения в сельском образовании идут рука об руку с отстаиваемой им аграрной реформой, намереваясь дать необходимые знания и навыки коренному населению.

### Отделение религии от образования
Во время пребывания Бассольса в должности Секретариата народного образования он начал процесс обновления системы образования. Одной из первых реализованных политик было более строгое соблюдение статьи 3 конституции, изменённый текст которой провозглашал образование «социалистическим», «противостоящим фанатизму и предрассудкам», формирующим у молодёжи «рациональное понимание Вселенной и общественной жизни».
В первом своём отчете 1932 года перед Конгрессом министр подчеркнул, что школа была и останется светской, но ей следует придать идейное наполнение — например, в школе можно было бы изучать социалистическую доктрину устройства общества, предполагающую более справедливое распределение национальных богатств среди населения. В подражание ленинскому определению «Коммунизм — это есть советская власть плюс электрификация всей страны» Басольс вывел формулу «Школа = лаицизм + социализм».
В свете отделения церкви от образования в государственных школах было запрещено преподавание религиозных учений, а также удалена религиозная иконография. Бассольс утверждал, что школы должны заменить культовые учения «истинным, научным и рациональным знанием».
29 декабря 1931 года Конгресс принял разработанный Бассольсом закон, который расширил государственный контроль над школами, входящими в федеральную систему. Этим законом Басольс ввёл дальнейшие изменения, ограничив роль церкви во всех аккредитованных школах и аннулировав дипломы неаффилированных школ, перечислив их как непригодные для приёма выпускников в государственные университеты. Используя формулировку статьи 3 о «социалистической» школе, Бассольс настаивал, что представители духовенства не могут продолжать преподавать в школах, входящих в национальную систему образования.

### Половое просвещение
В 1932 году Мексиканское общество евгеники сообщило Басольсу, что обнаружило высокую частоту нежелательных беременностей и абортов у подростков, не имеющих полного представления о своих действиях. Приняв эту информацию к сведению, в 1934 году Бассольс учредил первую в Мексике систематическую программу полового просвещения в старших классах. Программа вызвала гнев церкви, клерикальных кругов и Национального союза отцов семейств (исп. Unión Nacional de Padres de Familia, UNPF) в частности. Последний подавал петиции против программы, объявив её «коммунистическим заговором», но безуспешно, и в итоге начал побуждать родителей не отпускать в школы их детей, а тех — бойкотировать занятия.
В мае 1934 года Бассольс подал в отставку с должности министра образования.

## Дипломат за рубежом
После отставки Бассольса, он в 1934 году ненадолго принял должность министра (секретаря) внутренних дел, прежде чем возглавить министерство финансов в кабинете президента Ласаро Карденаса период с 1934 по 1935 год. Новый глава государства также разделял левые взгляды, но счёл марксистское рвение Басольса неудобным, и в конце 1935 года отправил его на дипломатические миссии в Европу. Он занимал должности посла в Испании, Великобритании и Франции, а также представлял Мексику в Лиге Наций. Там Бассольс осудил вторжение фашистской Италии Муссолини в Эфиопию, немецко-итальянское вмешательство в гражданской войне против Испанской республики (сам дипломат участвовал в организации помощи интернированным во Франции испанским республиканцам), а также Мюнхенское соглашение (как «капитуляцию» и «позор»), однако поддержал советско-немецкий договор Молотова — Риббентропа о ненападении.
В 1939 году Бассольс подал в отставку, когда переговоры Мексики в Женеве с советским наркомом иностранных дел Максимом Максимовичем Литвиновым оказались сорваны, поскольку советская сторона была возмущена предоставлением Карденасом убежища коммунистическому оппозиционеру Льву Троцкому. Карденас попытался предложить Бассольсу должность посла в Испании, однако тот отказался говорить или встречаться с президентом. Бассольс вернулся в Мексику, где основал газету «Комбате» («Combate»). В 1944 году Бассольс был назначен послом в Советском Союзе, где и находился до своей окончательной отставки с дипломатической службы в 1946 году. После Второй мировой войны он участвовал в международном движении сторонников мира.

## Социалистическая народная партия
В июне 1948 года Бассольс вместе с профсоюзным лидером Висенте Ломбардо Толедано основали Народную партию (исп. Partido Popular), выступая против коррупции и правого поворота в правящей Институционно-революционной партии (исп. Partido Revolucionario Institucional, PRI). В 1949 году Народная партия участвовала в своих первых выборах в законодательные органы Соноры и победила на них, однако правительство отказалось признать победу, вместо этого предложив Народной партии одно место в Палате депутатов. Бассольс осудил эту ситуацию, заявив, что его политическая сила не может вести себя как Партия национального действия (исп. Partido Acción Nacional, PAN) и не примет «крохи трёх или четырех мест». Ломбардо, впрочем, занял более примирительную позицию, вследствие чего Бассольс отделился от группы, оставив свой пост вице-президента Народной партии. Позднее в 1960 году Народная партия была переименована в Социалистическую народную партию (исп. Partido Popular Socialista, PPS).